# Brownsville (Wisconsin)
Brownsville – wieś w Stanach Zjednoczonych, w stanie Wisconsin, w hrabstwie Dodge.